# Anumeta dentistrigata
Anumeta dentistrigata är en fjärilsart som beskrevs av Otto Staudinger 1877. Anumeta dentistrigata ingår i släktet Anumeta och familjen nattflyn. Inga underarter finns listade i Catalogue of Life.